# Benjamín Zeledón
Benjamín Francisco Zeledón Rodríguez (La Concordia, 4 de octubre de 1879 - Masatepe y Niquinohomo, 4 de octubre de 1912) fue un abogado, político, diplomático y militar nicaragüense reconocido con el título póstumo de "héroe nacional de Nicaragua".
Como hombre de Estado fue magistrado en la Corte de Justicia Centroamericana como representante de Nicaragua durante el gobierno del doctor y general José Santos Zelaya y ministro de la Guerra durante la presidencia del doctor José Madriz. Durante la Revolución libero-conservadora de 1912 actuó como Presidente de Nicaragua jefe supremo del Gobierno (en rebelión) entre el 23 de septiembre y el 17 de octubre de 1912 cuando asumió el mando supremo del ejército revolucionario libero-conservador luego de la rendición y exilio del general Luis Mena Vado.
Benjamín Zeledón, casado con Ester Ramírez, tuvo 4 hijos, Marco Aurelio, Ester, Olga y Benjamín. 

## Reseña biográfica
Tuvo por nombre Benjamín por ser el hijo último y Francisco por nacer el día de la festividad de san Francisco de Asís. Sus hermanos varones fueron Juan Agustín y Luis Felipe Zeledón Rodríguez.
Fue hijo del matrimonio de Marcelino Zeledón Ugarte y María Salomé Rodríguez Aráuz, nació el 4 de octubre de 1879 en la entonces villa de La Concordia (actual departamento de Jinotega) perennemente bañada por el viento serrano de la cordillera Isabelia.
Se graduó en Derecho en 1903, a la edad de 24 años.
En 1905, ejerciendo ya como abogado, contrajo matrimonio con Ester Ramírez Jerez, hija del médico Gerónimo Ramírez Ramírez y de Esther Jerez, bisnieta del expresidente y Gral. Máximo Jerez Telleria. La pareja Zeledón-Ramírez procreó cuatro hijos: Benjamín (1905-¿?), Victoria (1907-1958), Marco Aurelio (1910-1933) y Olga María (1912-1988) La única descendencia directa de Zeledón proviene de estos hijos.
En 1907, bajo la administración liberal del doctor y general José Santos Zelaya, participó en la guerra que enfrentó a Nicaragua con Honduras y El Salvador, se distinguió en la decisiva batalla de Namasigue, recibiendo en el campo de batalla el grado de coronel.
Entre 1907 y 1910, siendo presidente el general Zelaya, fue síndico de la ciudad de Managua y ministro plenipotenciario ante el Gobierno de Guatemala y representante de Nicaragua ante la Oficina Panamericana. Al asumir la presidencia el doctor José Madriz Rodríguez, ocupó diferentes cargos públicos, entre ellos el de ministro de Guerra.
Tras el derrocamiento del gobierno de Madriz, rechazando la intervención estadounidense en Nicaragua, partió hacia el exilio.
En 1912 regresó al país y el 29 de junio se adhirió a la Revolución libero-conservadora de 1912 del general conservador Luis Mena Vado contra el gobierno conservador de Adolfo Díaz Recinos, la mal llamada "Guerra de Mena".

## Revolución libero-conservadora de 1912
Los líderes de la revolución eran Mena, Zeledón y Marcelo Castañeda. Esta guerra civil fue corta pero cruenta y tras algunos éxitos iniciales que le permitieron la toma de las ciudades de Granada y León, así como sitiar Managua, las tropas revolucionarias tuvieron que replegarse y se fortificaron en la ciudad de Masaya y en los cercanos cerros de Coyotepe y La Barranca.

### Ocupación militar estadounidense
Para enfrentar esta sublevación, Díaz solicitó el apoyo militar estadounidense y el gobierno de Estados Unidos envió un contingente de tropas de marines que desembarcó en el puerto de Corinto en agosto de 1912.

### Rendición y exilio de Mena
El 23 de septiembre, el general Mena, máximo líder de los revolucionarios, se rindió sin combatir ante el alto mando de los marines en la ciudad de Granada y es enviado al exilio en Panamá. Zeledón y Castañeda, sin embargo, se negaron a abandonar las armas.
El general Zeledón, asumió el mando supremo de la revolución con lo cual llegó a ser Jefe Supremo del Gobierno en rebelión desde esa fecha hasta su muerte.

### Batalla de Coyotepe
Al amanecer del 4 de octubre, en la batalla de Coyotepe, los revolucionarios se enfrentan a las tropas combinadas del Cuerpo de Marines de los Estados Unidos y de la Constabularia nicaragüense, leales al gobierno conservador, que atacan sus posiciones defensivas (trincheras cavadas) en las cimas de los cerros Coyotepe y La Barranca.
Los combates fueron desiguales y sangrientos. Ante la superioridad de armamento y tropas (más la caída de la ciudad de Masaya un día después), el general Zeledón ordena a sus hombres sostener las posiciones antes de abandonar el cerro Coyotepe, su ayudante de campo Rosalío Zeledón ya ha caído herido mortalmente; él junto a un pequeño grupo toma rumbo hacia Masatepe con el propósito de unir y reagrupar a sus fuerzas, pero es muerto en un enfrentamiento con constabularios o caitudos leales al gobierno de Díaz.
El general Zeledón murió abatido cerca de un caserío llamado "Hoja Chigue" entre Masatepe y Niquinohomo; su cadáver fue puesto sobre una carreta jalada por una yunta de bueyes que atravesó Niquinohomo por su Calle Real, con rumbo a Catarina, donde yacen sus restos mortales.

## Pensamiento político
El 10 de agosto, Zeledón había lanzado su proclama exponiendo los objetivos de su lucha, decía en un párrafo:
"Sin Libertad no hay vida; sin igualdad no hay luz; sin autonomía nacional impera el caos... Peleamos porque la Libertad nos dé vida, la Igualdad nos dé Luz y porque la Autonomía nacional efectiva, reconquistada, haga desaparecer el caos en que navegamos."
Y en otro:
"Queremos que la Hacienda Pública sea regentada por personas aptas y honorables y no por extranjeros. Queremos por último y por sobre todas las cosas que la Soberanía Nacional simbolizada por nuestra bandera azul y blanco sea efectiva y no la batan vientos intervencionistas."
El 2 de octubre de 1912, el Coronel USMC Joseph H. Pendleton conminó a Zeledón para que se rindiera. Ese mismo día respondió Zeledón:
"Yo haré con nuestras fuerzas la resistencia que exige el caso y la dignidad de Nicaragua. Sobre usted recaerá la tremenda responsabilidad que la historia les otorgue y el reproche de haber usado sus armas contra el débil que lucha por defender el sagrado derecho de la Patria de sus mayores..."
El día 3 de octubre, el General Zeledón en la que sería su carta testamento, dirigida a su adorada Esthercita y a sus cuatro hijos, denuncia a los causantes de su muerte:
"Chamorro acaba de mandarme a tu papá para convencerme de que estoy perdido y de que mi única salvación está en que yo claudique, rindiéndome —que Chamorro lo haya hecho se comprende, porque estúpidamente me cree como él, y claro está, si él se viera en mi caso se correría como se ha corrido otras veces y vería que se le pagara bien en dinero y en hombres que es incapaz de conquistar de otro modo.."
"El destino cruel parece haber pactado con Chamorro y demás traidores para arrastrarme a un seguro y cruel fin con los valientes que me quedan. Carecemos de todo: víveres, armas y municiones y rodeados de bocas de fuego como estamos, y 2000 hombres listos al asalto, sería locura esperar otra cosa que la muerte, porque Yo y los que me siguen, de corazón, no entendemos de pactos, y menos aún de rendiciones puesto que defendemos la dignidad y la soberanía de Nicaragua."
"Somos la República y su libertad que hasta el último momento de nuestras vidas mantendremos."
"Cada gota de mi sangre derramada en defensa de mi Patria y de su libertad, dará vida a cien nicaragüenses que, como yo, protestarán a balazos el atropello y la traición de que es actualmente víctima nuestra hermosa pero infortunada Nicaragua."
"Para ti y mis angelitos todo el amor de que es capaz quien por amor a la Patria está dispuesto a sacrificarse y a sacrificarte a ti y a nuestros hijos."
En un telegrama dirigido a Pendleton por el Capitán USMC Smedley Butler, éste informaba que "Zeledón había sido capturado vivo", en el mismo sugería su ahorcamiento, sin saber que desde el 12 de septiembre, el general conservador Emiliano Chamorro, había ordenado a los constabularios el fusilamiento de Zeledón, exonerando de la responsabilidad a los estadounidenses.

## El general Benjamín Zeledón, por el general Augusto C. Sandino
Para la prensa mundial:

Hoy, 4 de octubre, entra el pueblo nicaragüense en el décimo octavo año de lucha anti-imperialista en Nicaragua.

Mucho se ha escrito con relación al origen de la intervención norteamericana en mi patria, pero cuanto más se escribe más se hace necesario mencionar fechas históricas como la del 4 de octubre de 1912, en que inicia en los círculos políticos de Nicaragua el proyecto para la celebración del escandaloso Tratado Chamorro-Bryan.  Los rumores acerca de ese proyecto produjeron en aquel pueblo fuerte inconformidad y surgió una sangrienta revolución contra el vende-patria Adolfo Díaz, en aquel entonces Presidente de Nicaragua e instrumento de la piratería yanqui.

Dicha revolución dio principio en Managua, el 28 de julio de 1912 y terminó el 4 de octubre del mismo año con la muerte de nuestro héroe máximo General Benjamín Zeledón, quien con un puñado de patriotas lanzó al mundo, al rugir del cañón y bajo la lluvia de metrallas, su energíca protesta por la intromisión del Gobierno yanqui en nuestros asuntos internos.

BENJAMIN ZELEDON, gran patriota, soldado valiente, su heroico sacrificio en aras de nuestra soberanía nacional no será olvidado.  Su recuerdo vive en el corazón de todo buen hijo de Nicaragua.

Era yo en aquel entonces muy joven y estaba encargado de las haciendas de mi padre.  El amor a mi patria, ayer como hoy, latía en mi corazón y seguí con el anhelo el desarrollo de los acontecimientos.

Niquinohomo, mi pueblo natal, está situado en las colinas del cerro Pacaya, a dos leguas de Masaya, hallándose esta ciudad en los bajos del cerro de Pacaya, en una preciosa y extensa llanura que desde mi pueblo ofrece a la vista un bellísimo paisaje.

En esa ciudad de Masaya, llamada por Rubén Darío Ciudad de las Flores, se encuentra la fortaleza de La Barranca, donde estaban atrincheradas las fuerzas del General Benjamín Zeledón contra los invasores norteamericanos y los vende-patria nicaragüenses,  encabezados por los esbirros Emiliano Chamorro y Adolfo Díaz.

El 4 de octubre de madrugada, yendo yo camino de una de las haciendas de mi padre, escuché descargas de fusilería y ráfagas de ametralladoras en las hondonadas del cerro de Pacaya.  Se oía después arreciar el formidable combate entablado entre dos mil marines norteamericanos, unidos a quince mil vende-patria nicaragüenses, contra quinientos hombres del General Zeledón, que se defendía heroicamente contra aquella oprobiosa avalancha humana.  Los autonomistas nicaragüenses, con el prolongado sitio sufrido en aquella ciudad, tuvieron que comerse hasta sus cabalgaduras.

Nuestro corazón joven y patriota experimentaba desesperante inquietud, pero nada pudimos hacer en bien de la noble y grandiosa causa sostenida por el General Benjamín Zeledón; a las cinco de la tarde de ese mismo día, aquel apóstol de la libertad había muerto y en una carreta tirada por bueyes fue conducido su cadáver al pueblo de Catarina, convecino del mío, en donde hasta por hoy, bajo una lápida lamosa y semidestruida por la intemperie del tiempo se encuentran los restos de nuestro máximo héroe y gran patriota General Benjamín Zeledón.

Mérida (Yucatán), México.  A 4 de octubre de 1929.

PATRIA Y LIBERTAD
A. C. SANDINO

## Héroe nacional de Nicaragua
Por su intervención en la lucha antiintervencionista y sus méritos en campañas bélicas anteriores, al doctor y general Benjamín Zeledón le fue otorgado el título de Héroe Nacional por la Junta de Gobierno y Reconstrucción Nacional de la República de Nicaragua, mediante el Decreto N.º 536, publicado en La Gaceta N.º 233 del 10 de octubre de 1984.
'OTORGAMIENTO DEL TÍTULO DE HÉROE NACIONAL AL GENERAL BENJAMÍN ZELEDÓN  '
DECRETO No. 536
Publicado en La Gaceta N.º 233 del 10 de octubre de 1984
LA JUNTA DE GOBIERNO DE Reconstrucción NACIONAL

DE LA REPÚBLICA DE NICARAGUA
Considerando:
I

Que en la historia de lucha antiimperialista de nuestro pueblo, se destaca la gesta heroica el General Benjamín Zeledón, que en la guerra de 1912, dio ejemplo de patriotismo, salvando nuestra dignidad nacional, al rechazar las propuestas de rendición del invasor yankee.
II

Que el próximo 4 de octubre es el natalicio y el 68 aniversario de la heroica muerte del General Benjamín Zeledón, a manos de las fuerzas interventoras de los Estados Unidos.
III

Que al igual que los próceres en la lucha contra el Imperio Español y en la lucha contra el imperialismo yankee, el General Benjamín Zeledón, tiene ganado su puesto de HEROE NACIONAL en nuestra Patria.
IV

Que la mayor honra para nuestra nacionalidad, es la de caracterizar como Héroe Nacional a un paladín de la lucha antiimperialista en nuestro país, y que es nuestro deber honrar la memoria de quien supo ser guía y ejemplo para forjar al hombre nuevo de la Patria.
Por tanto:
en uso de sus facultades,
Decreta:
ART. l.- Otorgar oficialmente, el título de HEROE NACIONAL al General Benjamín Zeledón, por sus méritos de entrega y sacrificio a la causa antiimperialista de nuestro pueblo. 
ART. 2.- Esto Decreto entrará en vigencia desde la fecha de su publicación por cualquier medio de comunicación colectiva, sin perjuicio de su publicación posterior en "La Gaceta", Diario Oficial.
Dado en la ciudad de Managua, a les veintiséis días del mes de septiembre de mil novecientos ochenta. "Año de la Alfabetización”.
JUNTA DE GOBIERNO DE RECONSTRUCCIÓN NACIONAL. Sergio Ramírez Mercado. - Moisés Hassan Morales. - Daniel Ortega Saavedra. - Arturo J. Cruz. - Rafael Córdova Rivas, Violeta Barrios de Chamorro y Alfonso Robelo Callejas.

## Reconocimientos
- Emisión en el año 1988 de billetes de Cinco Mil Córdobas con la efigie del Doctor y General Benjamín Zeledón Rodríguez.
- ESEM - Escuela Superior de Estado Mayor "General Benjamín Zeledón Rodríguez" del Ejército de Nicaragua, lleva su nombre.
- Varios centros de estudios de primaria y secundaria llevan su nombre, siendo los más reconocidos el Instituto Nacional "Benjamín Zeledón" (INBZ) fundado el 12 de septiembre de 1959 en la ciudad de Jinotega y el Colegio "Benjamín Zeledón" ubicado en el barrio "El Recreo" de la ciudad de Managua.